# Megalagrion
Megalagrion – rodzaj ważek z rodziny łątkowatych (Coenagrionidae).

## Podział systematyczny
Do rodzaju należą następujące gatunki:
- Megalagrion adytum
- Megalagrion blackburni
- Megalagrion calliphya
- Megalagrion eudytum
- Megalagrion hawaiiense
- Megalagrion heterogamias
- Megalagrion jugorum
- Megalagrion kauaiense
- Megalagrion koelense
- Megalagrion leptodemas
- Megalagrion mauka
- Megalagrion molokaiense
- Megalagrion nesiotes
- Megalagrion nigrohamatum
- Megalagrion oahuense
- Megalagrion oceanicum
- Megalagrion oresitrophum
- Megalagrion orobates
- Megalagrion pacificum
- Megalagrion paludicola
- Megalagrion vagabundum
- Megalagrion williamsoni
- Megalagrion xanthomelas